# Клинкраде
Клинкраде (нем. Klinkrade) — община в Германии, в земле Шлезвиг-Гольштейн. 
Входит в состав района Герцогство Лауэнбург. Подчиняется управлению Зандеснебен.  Население составляет 577 человек (на 31 декабря 2010 года). Занимает площадь 7,4 км².